# کاروی شوش (مربی فوتبال)
کاروی شوش (مجاری: Sós Károly؛ ۵ آوریل ۱۹۰۹ – ۳ اوت ۱۹۹۱)، فوتبالیست و سرمربی مجارستانی بود. پس از بازی در باشگاه‌های مختلف، او به حرفه مربی گری روی آورد. از مهمترین باشگاه‌ها و تیم‌هایی که در آن‌ها مربی بوده می‌توان به باشگاه فرنتس واروش، باشگاه بوداپست هونود، تیم ملی آلمان شرقی و تیم ملی مجارستان اشاره کرد. او با آلمان شرقی مدال برنز المپیک ۱۹۶۴ و با مجارستان مدال طلای المپیک ۱۹۶۸ را به دست آورد.